# إيتوشيما
إيتوشيما هي مدن اليابان، تتبع فوكوكا، بلغ عدد سكانها 97٬000 نسمة، في 2017، تبلغ مساحتها 216٫12 كيلومتر مربع.